# 長野刑務所
長野刑務所（ながのけいむしょ）は、法務省矯正局の東京矯正管区に属する刑務所。下部機関として上田拘置支所を持つ。

## 歴史
1881年（明治14年）、善光寺領徒刑場を引き継ぎ、長野県監獄として長野市に設置。1883年（明治16年）、監獄本所を新設。
1946年（昭和21年）7月9日、収容者7人が逃走。4人を逮捕。1949年（昭和24年）9月22日、キティ台風による災害復旧に受刑者800人が出動する。逃走者なし。
1960年（昭和35年）4月1日、善光寺の近くから現在地に移転。跡地には長野県勤労者福祉センターなどが建設されたが、取り壊しの後、2008年（平成20年）の北京オリンピック聖火リレーの長野における出発地となった。その後、長野市消防局の中央消防署が建設され、2017年（平成29年）に運用を開始した。
2010年代、収容対象に収容分類B級が加えられた。

## 所在地
- 〒382-8633 長野県須坂市馬場町1200番地[1]
  - 長野電鉄須坂駅下車徒歩約5分[1]

## 収容分類級
- A級（犯罪傾向の進んでいない者＝初犯で暴力団組織に所属していない者）
- LA級（刑期10年以上または無期など受刑期間が長い初犯者）
- B級（犯罪傾向の進んでいる者）

## 収容定員
- 800人前後

## 組織
所長の下に2部1課を持つ2部制。
- 総務部（庶務課、会計課、用度課）
- 処遇部（処遇担当、企画担当）
- 医務課

## 著名な受刑者
- 戸坂潤（哲学者、思想家） - 第二次世界大戦終結直前に獄死[5]。
- 堀江貴文（実業家・タレント) - 囚人番号は755であった。
- 市橋達也 - リンゼイ・アン・ホーカー殺害事件の受刑者（無期懲役）[6]。囚人番号は1228番である[7]。
- 栗山龍 - バッキー事件の主犯。

## 高齢化問題
2018年12月29日、60歳以上の受刑者の占める割合が17.2%、70歳以上の割合が6.5%に上り、ともに記録が確認できた2009年以降で最も高くなったことが、信濃毎日新聞社取材で分かった。4畳ほどの居室内を長時間歩き回ったり、物忘れが激しかったりするような認知症とみられる症状がある受刑者も11人おり、2018年7月にはホームヘルパーの資格を持つ介護専門スタッフ1人を初めて採用した。
刑務所内の「養護工場」では、転んだ際のけが防止のために厚手のカーペットを整備し、温水洗浄便座機能付きのトイレや、手洗い場の手すりを整備するなどバリアフリー化も進めるなど受刑者の高齢化への対応にも追われている。